# Štěpán Janáček
Štěpán Janáček (ur. 12 czerwca 1977 w Pradze) – czeski lekkoatleta, skoczek o tyczce.
Sportową karierę rozpoczynał od piłki nożnej i pływania. Od 2007 żonaty z polską sprinterką Grażyną Prokopek, w 2009 urodziła się im córka - Joanna.

## Osiągnięcia
- 2 srebrne medale Uniwersjady (Palma de Mallorca 1999 & Pekin 2001)
- 8. miejsce podczas halowych mistrzostw świata (Lizbona 2001)
- 5. miejsce na mistrzostwach Europy (Monachium 2002)
- czterokrotny mistrz Czech w skoku o tyczce – 1998, 1999, 2000, 2001[1]
- dwukrotny halowy mistrz Czech w skoku o tyczce – 2005, 2006[2]

Janáček trzykrotnie reprezentował Czechy podczas igrzysk olimpijskich. We wszystkich swoich startach (Sydney 2000 & Ateny 2004 & Pekin 2008) odpadał w eliminacjach.

## Rekordy życiowe
- skok o tyczce - 5,76 – 2002
- skok o tyczce (hala) - 5,75 – 2001